# Drosophila ezoana
Drosophila ezoana är en tvåvingeart som beskrevs av Hajimu Takada och Toyohi Okada 1957. Drosophila ezoana ingår i släktet Drosophila och familjen daggflugor. Arten är reproducerande i Sverige.
Artens utbredningsområde är Japan och norra Europa.